# National Labor Relations Board
Das National Labor Relations Board (NLRB) ist eine unabhängige Bundesbehörde der Vereinigten Staaten, die für die Überwachung und Durchsetzung der Arbeitsbeziehungen zwischen Arbeitgebern und Arbeitnehmern zuständig ist. Das NLRB wurde 1935 gegründet, nachdem Präsident Roosevelt das Gesetz zur Gründung am 5. Juli 1935 unterschrieb. Es hat seinen Sitz in Washington D.C.
Das NLRB hat die Aufgabe, die Arbeitsbeziehungen zwischen Arbeitgebern und Arbeitnehmern zu überwachen und zu schützen, insbesondere im Hinblick auf das Recht von Arbeitnehmern, sich gewerkschaftlich zu organisieren und kollektive Tarifverhandlungen zu führen. Die Behörde ist auch dafür zuständig, Beschwerden von Arbeitnehmern über Arbeitsbedingungen und Diskriminierung nachzugehen und gegebenenfalls rechtliche Schritte einzuleiten.
Die Führung des NLRB besteht aus dem General Counsel und dem eigentlichen Board. Der General Counsel, der vom Präsidenten für eine Amtszeit von vier Jahren ernannt wird, ist vom Board unabhängig und für die Untersuchung und Verfolgung von Fällen unlauterer Arbeitspraktiken sowie für die allgemeine Beaufsichtigung der Außenstellen der NLRB bei der Bearbeitung von Fällen zuständig. Das Board besteht aus fünf Mitgliedern und ist in erster Linie ein gerichtsähnliches Organ, das in Verwaltungsverfahren auf der Grundlage förmlicher Akten entscheidet. Die Mitglieder der Kammer werden vom Präsidenten mit Zustimmung des Senats für eine Amtszeit von fünf Jahren ernannt, wobei jedes Jahr die Amtszeit eines Mitglieds abläuft.
Das NLRB hat im Laufe seiner Geschichte eine wichtige Rolle bei der Regulierung der Arbeitsbeziehungen in den Vereinigten Staaten gespielt. Es hat zahlreiche wichtige Entscheidungen im Bereich der Arbeitsbeziehungen getroffen, die sich auf die Rechte von Arbeitgebern und Arbeitnehmern auswirken.

## Datendiebstahl im April 2025
Anfang April 2025 machte der NLRB-Mitarbeiter Daniel Berulis öffentlich, dass sich Mitarbeiter des Department of Government Efficiency einen Monat zuvor Zugang zum National Labor Relations Board verschafft und persönliche Daten an sich gebracht haben. Er erklärte, dass im Zuge dieses Vorgangs Sicherheitssysteme, welche unautorisierten Endgeräten den Zugriff auf sensible Daten verweigert zwischenzeitlich abgeschaltet und nach der Entwendung der Daten Spuren vernichtet wurden. Während der Entwendung der Daten ließen Mitarbeiter des Department of Government Efficiency diese ungeschützt, sodass diese zeitweise öffentlich zugänglich waren.
Berulis bemerkte bereits Tage bevor das Department of Government Efficiency sich Zutritt beim NLRB verschaffte, dass dessen Mitarbeiter Jordan Wick öffentlich an einer Backdoor-Software arbeitete, bei der Wick Tools in die Quelldatei integrierte, die mit dem DOGE in Verbindung stehen. Nur Minuten nachdem  das Department of Government of Efficiency Zugang zu den Daten verschafft hatte, versuchte eine IP-Adresse russischen Ursprungs ebenfalls Zugriff auf diese Daten zu erlangen.
Nachdem Berulis und seine Mitarbeiter beim Kongress der Vereinigten Staaten und der Cybersecurity and Infrastructure Security Agency um Aufklärung des Datendiebstahls baten, erhielt er am 7. April 2025 ein Drohbrief mit Fotoaufnahmen, die ihn beim Spazierengehen mit seinem Hund zeigten. Laut Berulis wurden zehn Gigabyte Daten gestohlen. Das Ersuch wurde von den Behörden ohne Begründung verworfen und der Pressesekretär des National Labor Relations Board erklärte, dass das DOGE nicht um Datenzugriff angefragt habe, die Behörde keine Erlaubnis auf Zugriff der Daten erhalten habe und es keinen Datendiebstahl kam. Anna Kelly, die Sprecherin des Weißen Hauses, erklärte daraufhin, dass Mitarbeiter von DOGE in vielen Bundesbehörden aktiv seien, darunter auch beim NLRB.